# The RZA Presents: Afro Samurai OST
The RZA Presents: Afro Samurai OST – pierwszy soundtrack do serialu Afro Samurai stworzony przez amerykańskiego rapera i producenta o pseudonimie RZA. Ukazał się 30 stycznia 2007.

## Lista utworów[1]
| #  | Tytuł                                          | Wykonawcy                             | Producent | Czas |
| -- | ---------------------------------------------- | ------------------------------------- | --------- | ---- |
| 1  | "Afro Theme"                                   |                                       | RZA       | 0:30 |
| 2  | "Afro Intro (Inst.)"                           |                                       | RZA       | 0:51 |
| 3  | "Certified Samurai"                            | Talib Kweli, Lil Free, Suga Bang Bang | RZA       | 3:00 |
| 4  | "Just A Lil Dude "Who Dat Ovah There""         | Q-Tip, Free Murder                    | RZA       | 3:29 |
| 5  | "Afro's Father Fight (Inst.)"                  |                                       | RZA       | 1:24 |
| 6  | "Oh"                                           | Stone Mecca                           | Tru James | 4:06 |
| 7  | "The Walk"                                     | Stone Mecca                           | Tru James | 4:09 |
| 8  | "Bazooka Fight Inst. I"                        |                                       | RZA       | 0:42 |
| 9  | "Who Is Tha Man"                               | The Reverend William Burk             | RZA       | 2:34 |
| 10 | "Ninjaman (Inst.)"                             |                                       | RZA       | 2:09 |
| 11 | "Cameo Afro"                                   | Big Daddy Kane, GZA, Suga Bang Bang   | RZA       | 2:52 |
| 12 | "Tears Of A Samurai (Inst.)"                   |                                       | RZA       | 1:29 |
| 13 | "Take Sword Pt. I"                             | RZA, Beretta 9                        | RZA       | 2:48 |
| 14 | "The Empty 7 Theme (Inst.)"                    |                                       | RZA       | 3:17 |
| 15 | "Baby"                                         | Maurice                               | M1        | 3:40 |
| 16 | "Take Sword Pt. II"                            | 60 Second Assassin, True Master       | RZA       | 4:04 |
| 17 | "Bazooka Fight Inst. II"                       |                                       | RZA       | 0:46 |
| 18 | "Fury In My Eyes / Revenge"                    | RZA, Thea Van Seijen                  | RZA       | 3:26 |
| 19 | "Afro Samurai Theme (First Movement) (Inst.)"  |                                       | RZA       | 1:43 |
| 20 | "Afro Samurai Theme (Second Movement) (Inst.)" |                                       | RZA       | 1:37 |
| 21 | "Insomnia"                                     | Bobby Digital, J-Love                 | J-Love    | 3:23 |
| 22 | "So Fly"                                       | Bobby Digital, Division               | RZA       | 2:56 |
| 23 | "How to Emcee"                                 | Bobby Digital, Black Knights          | RZA       | 1:48 |
| 24 | "Glorious Day"                                 | Bobby Digital, Dexter Wiggles         | RZA       | 3:35 |
| 25 | "Series Outro (Inst.)"                         |                                       | RZA       | 1:17 |